# 1 Sinterklaas
1 Sinterklaas is een single uit 2012 van Coole Piet Talentpiet, een personage uit De Club van Sinterklaas, vertolkt door Job Bovelander.
In het liedje dat tevens de titelsong is van de allereerste bioscoopfilm in de reeks getiteld De Club van Sinterklaas & Het Geheim van de Speelgoeddokter wordt de verhaallijn van de film verteld. Het eerste couplet vertelt het verhaal van Sinterklaas die op mysterieuze wijze verdwijnt. Het refrein kent een algemene sinterklaastekst (er is maar één echte Sinterklaas), terwijl het tweede couplet het verhaal achter de verdwijning vertelt: de gruwelijke daad is deel van de plannen van de eigenaar van een werkplaats voor het repareren van speelgoed, om het Sinterklaasfeest eens flink niet door te laten gaan.
Over het algemeen kent de melodie een vrolijk sfeertje. De brug bestaat uit Talentpiet die de Clubpieten aanmoedigt mee te zingen. Vervolgens volgt nog twee keer het refrein. Het bekende termpje 'ooh-oh-wee-oh' maakt weer eens deel uit van het titelliedje, zoals wel vaker de gewoonte is bij titelsongs van De Club van Sinterklaas, ditmaal aangevuld door het bekende tekstje wie is hier de baas? de Club van Sinterklaas!. Dit is een verbastering van een uitroep gestart door Ernst en Bobbie bij het theatrale popconcert Het Feest van Sinterklaas, waar de huidige Club van Sinterklaas acht jaar lang deel van uitmaakte. De oorspronkelijke uitspraak betrof "Wie is hier de baas? Het is Sinterklaas!", afkomstig uit een steeds terugkerend liedje welke op zijn beurt weer een Sinterklaasparodie was op het origineel Wie is hier de baas?, ook afkomstig van Ernst en Bobbie.  
Voor het eerst is er - vooralsnog - geen sprake van een televisieleader, omdat de productie voor het eerst een bioscoopfilm betreft. De single die in 2012 werd uitgebracht komt op 24 november binnen op positie 81, om uiteindelijk op 8 december te eindigen op de 100ste positie. Piekpositie is de 81ste plek waar de single maar één week op weet te staan. Het is de eerste titelsong die niet verkrijgbaar is als fysieke single, wat betekent dat dit liedje alleen verkrijgbaar is als download. Ook is het de eerste single van De Club van Sinterklaas waarvan de distributie niet plaatsvindt door Sony BMG.

## Nummers
1. "1 Sinterklaas"